# Gatesville, Texas
Gatesville är administrativ huvudort i Coryell County i Texas. Postkontoret öppnades år 1854 strax efter countyts grundande och orten fick status som kommun år 1870. Enligt 2010 års folkräkning hade Gatesville 15 751 invånare.